# Mara (nome)
Mara  è un nome proprio di persona italiano femminile.

## Varianti
- Femminili
  - Alterati: Maretta[3], Marella[3][4]
- Maschili: Maro[2]
  - Alterati: Maretto[3], Marello[3]

### Varianti in altre lingue
- Catalano: Mara[5]
  - Maschili: Mar[5]
- Inglese: Mara[6]
- Spagnolo: Mara[5]
  - Maschili: Maro[5]

## Origine e diffusione

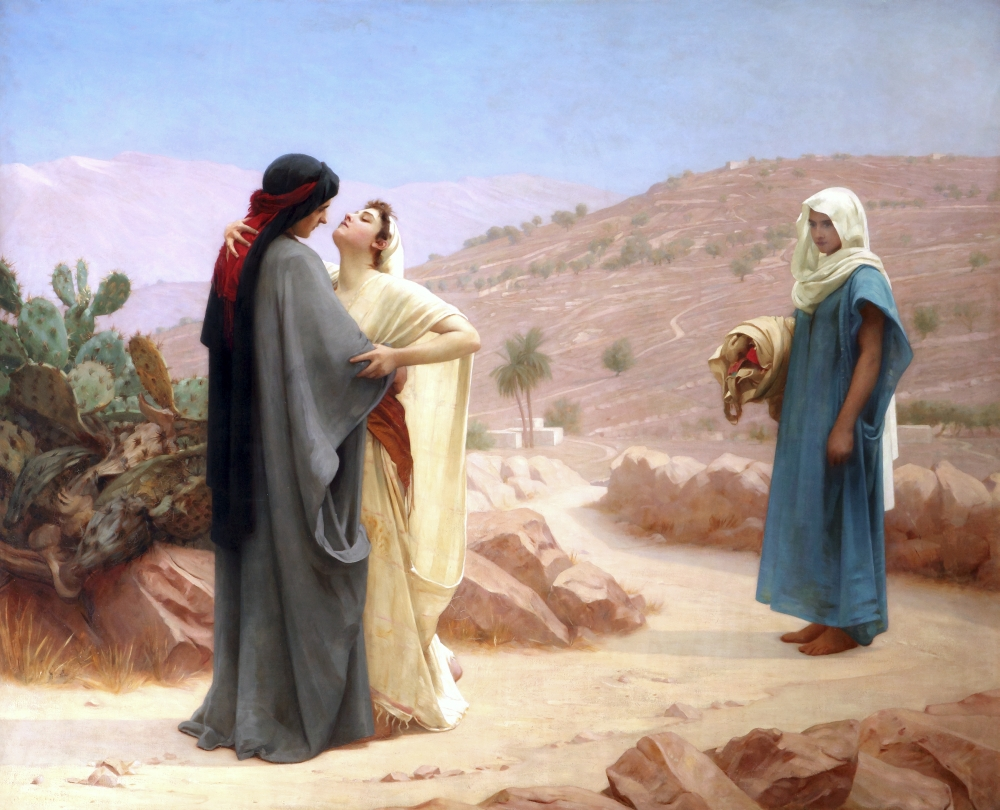
Noemi con Rut e Orpa in un dipinto di Philip Hermogenes Calderon

Deriva dall'ebraico מָרָא (mara, marah), che vuol dire "amaro", e in senso lato "amarezza", "tristezza", "infelicità" o "amareggiato", "infelice". Si tratta di un nome biblico: è infatti così che chiese di farsi chiamare Noemi (nome che significa "gioia"), dopo la morte del marito Elimelech e dei figli. Nel passo biblico, Noemi esclama:
Sempre nella Bibbia, è anche il nome di una fonte le cui acque amarissime vengono purificate da Mosè (Es15:22-25).
Attestato soprattutto nel Nord Italia e in Toscana, deve la sua diffusione soprattutto alla raccolta di poesie di Ada Negri del 1919 Il libro di Mara, e al nome della protagonista del romanzo di Carlo Cassola del 1960 La ragazza di Bube. È usato pressoché solo al femminile, anche se sono attestate rarissime forme maschili.
Va inoltre notato che, in croato, serbo e ungherese, Mara è una variante del nome Maria.

## Onomastico
Il nome è adespota, ovvero non esiste una santa che lo porti. L'onomastico ricade quindi il 1º novembre, giorno di Ognissanti.

## Persone
- Mara, cantante italiana
- Mara, cantante russa

Mara Del Rio

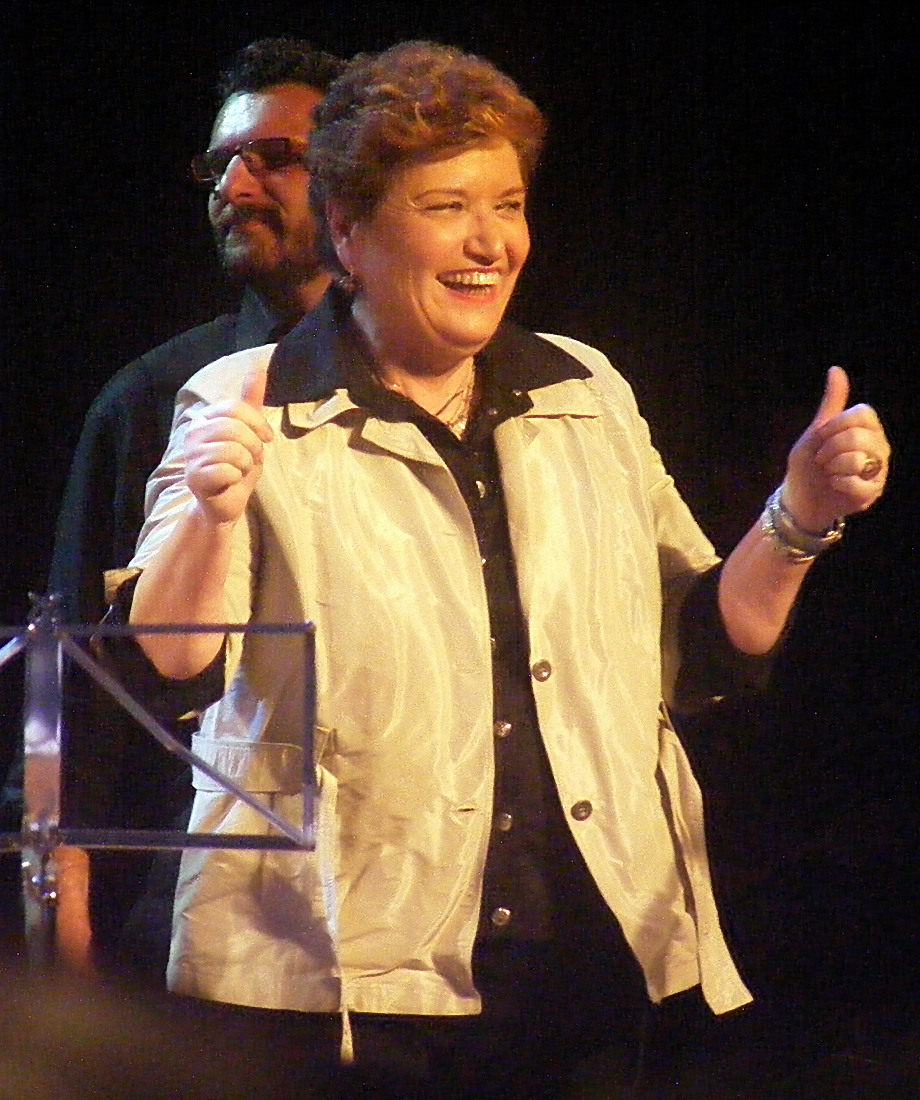
Mara Maionchi

Mara Mauri

- Mara Abbott, ciclista su strada statunitense
- Mara Berni, attrice italiana
- Mara Buzzanca, cestista italiana
- Mara Cagol, terrorista italiana
- Mara Cantoni, regista, drammaturga e scrittrice italiana
- Mara Carfagna, politica e showgirl italiana
- Mara Carisi, attrice italiana
- Mara Corday, attrice statunitense
- Mara Cubeddu, cantante italiana
- Mara De Paulis, scrittrice e giornalista italiana
- Mara Del Rio, cantante e produttrice discografica italiana
- Mara Fullin, cestista e allenatrice di pallacanestro italiana
- Mara Lakić, cestista jugoslava
- Mara Maionchi, produttrice discografica e personaggio televisivo italiano
- Mara Malavenda, sindacalista e politica italiana
- Mara Mauri, cantante italiana
- Mara Navarria, schermitrice italiana
- Mara Brunetta Pacini, vero nome di Brunetta, cantante italiana
- Mara Rosolen, atleta italiana
- Mara Santangelo, tennista italiana
- Mara Scagni, politica italiana
- Mara Scherzinger, attrice tedesca
- Mara Selvini Palazzoli, psichiatra italiana
- Mara Vittoria Solinas, cantautrice e attrice italiana
- Mara Venier, conduttrice televisiva e attrice italiana
- Mara Wilson, attrice statunitense
- Mara Yamauchi, atleta britannica
- Mara Zini, pattinatrice di short track italiana

### Varianti
- Marella Agnelli, collezionista d'arte italiana
- Maretta Scoca, politica e avvocato italiana

## Il nome nelle arti
- Mara è un personaggio del romanzo di Carlo Cassola La ragazza di Bube, e dell'omonimo film del 1963 diretto da Luigi Comencini.
- Mara è la protagonista del terzo episodio del film del 1963 Ieri, oggi, domani, diretto da Vittorio De Sica; l'episodio si chiama appunto Mara.
- Mara Jade è un personaggio dell'universo espanso di Guerre stellari.
- Mara West è un personaggio dell'omonimo film del 1921, diretto da Aleksandr Rosenfeld.
- Mara è un personaggio della serie Pokémon.